# Conservatoire national d'Azerbaïdjan
Le Conservatoire national azerbaïdjanais (en azéri: Azərbaycan Milli Konservatoriyası) est un établissement d'enseignement supérieur et la principale université publique de Bakou.

## Histoire
Le Conservatoire national d'Azerbaïdjan a été fondé le 13 juin 2000 par le décret du président de l'Azerbaïdjan, Heydar Aliyev.

## Départements

### Département des ressources humaines
Le Département des ressources humaines englobe divers sous-ensembles et leurs fonctions, notamment celles du conseil d'administration, des membres de la commission de surveillance et d'audit et leurs diverses affaires personnelles. Ils relèvent de l'autorité et de la responsabilité du Département des ressources humaines.

### Département de la jeunesse et des sports
Le Département de la jeunesse et des sports opère pour l'organisation de loisirs pour les jeunes via des activités sportives et le développement de diverses politiques à l'Association du Conservatoire national d'Azerbaïdjan. Ces activités incluent le football, le volley-ball, le basket-ball, les clubs de patriotisme des jeunes et une association gérée par des organisations caritatives du nom d'Uzeyir Hadjibeyov. 

### Département des relations internationales
Le Département des relations internationales offre des possibilités de connexion entre les étudiants locaux et étrangers à l'université. Le Département organise en outre diverses opportunités de participation des étudiants à la formation étrangère et aux projets consulaires.

### Département des Projets
Le Département des projets finance ses projets et ses initiatives à partir des idées des étudiants, encourageant une culture des étudiants qui veulent construire, créer, devenir actifs et réaliser leurs passions. La diversité variable des projets profite à la culture de l'université et de la communauté locale au sens large.

### Département des sciences et de l'éducation
Le Département des sciences et de l'éducation vise à aider au développement des capacités intellectuelles des étudiants. Le Département réalise divers projets éducatifs et organise diverses formations et conférences scientifiques.